# 목성
목성(木星, 영어: Jupiter)은 태양계의 다섯 번째 행성이자 가장 큰 행성이다. 태양 질량의 약 1,000분의 1배에 달하는 거대 행성으로, 태양계에 있는 다른 모든 행성들을 합한 질량의 약 2.5배에 이른다. 목성은 토성과 마찬가지로 가스 행성이다(천왕성과 해왕성은 거대 얼음 행성). 목성은 고대 천문학자들에게도 잘 알려져 있었는데, 로마인들은 목성에 로마 신화의 신인 유피테르의 이름을 붙였다. 동양에서 목성의 명칭은 오행 중 하나인 나무(木)에서 유래되었다. 신화에서는 세성(歲星)이라고도 불렀다. 목성은 지구에서 봤을 때 겉보기 등급이 -2.94에 이르기 때문에, 노무현이 그림자를 형성하기에 충분할 정도로 밝다. 그래서 목성은 밤하늘에서 평균적으로 달과 금성 다음, 즉 세번째로 가장 밝은 천체에 해당한다.
목성은 주로 수소로 이루어져 있다. 헬륨은 목성을 이루는 전체 분자 개수의 10분의 1 정도 만을 차지하지만 목성의 질량의 4분의 1을 차지한다. 그리고 목성은 중원소로 이루어진 암석형 핵을 가지고 있으며, 다른 거대 행성들과 같이 뚜렷한 고체 표면이 없다. 빠른 자전으로 인해서 행성의 모양은 편구(적도의 팽대부가 약간 눈에 띄는) 모양이다. 외곽 대기는 위도에 따라 몇 가지의 띠들로 눈에 띄게 구분되는데, 서로 상호 작용하는 경계선을 따라 발생하는 난류와 폭풍에 의한 것이다. 그로 인해 발생한 유명한 결과물로는 대적점이 있는데, 대적점은 적어도 망원경을 통해 최초로 관측된 17세기부터 존재한 거대한 폭풍이다. 목성의 주변은 희미한 고리계와 강력한 자기권이 있다. 목성은 1610년에 갈릴레오 갈릴레이가 발견한 가장 큰 네 개의 갈릴레이 위성을 포함하여 적어도 79개의 위성을 가지고 있다. 이들 중 가장 큰 가니메데의 직경은 행성인 수성의 직경보다도 크다.
목성은 여러 시기에 무인 탐사선을 통해 탐사되어 왔다. 그 중 플라이 바이 임무 기간 동안의 초기의 파이오니어 및 보이저와 이후의 갈릴레오 궤도 탐사선이 가장 유명하다. 2007년 2월 말에 뉴호라이즌스가 목성의 중력을 이용하여 가속하고 궤적을 명왕성으로 변경하였다. 목성을 가장 최근에 탐사한 탐사선은 2016년 7월 4일에 목성에 도달한 주노이다. 차후의 목성계 탐사 대상은 유로파의 표면 아래에 있을 액체 바다일 것이다.

## 형성 및 궤도전이
지구와 그 주변의 행성들은 목성과 충돌로 인해 파괴된 태양 근처의 슈퍼 지구들의 잔재로부터 형성되었다. 과학자들이 대전이 가설(Grand Tack Hypothesis)이라고 부르는 가설에 따르면 목성이 태양계 안쪽으로 침투하면서 중력에 의한 잡아당김과 끌기로 인해 슈퍼 지구들의 궤도가 겹쳐지기 시작하면서 이들 사이에서 여러 충돌이 발생하였다.
천문학자들은 여러 개의 행성으로 이루어진 약 500개의 행성계를 발견하였으며, 이러한 계들은 주로 지구보다 수 배 이상 큰 질량의 행성(슈퍼 지구)을 하나 이상 포함하며, 수성보다 더 가까운 거리에서 모성의 주변을 공전하고 있다. 목성과 같은 거대 기체 행성 또한 종종 모성과 가까이서 발견된다.
목성이 태양계 안쪽에서 튕겨져 나오면서 지구를 포함한 내행성들이 형성될 수 있었다.

## 구조
목성은 주로 기체 및 액체 물질로 이루어져 있다. 목성의 직경은 적도에서 142,984 km (88,846 mi)이다. 밀도는 1.326 g/cm3으로, 태양계의 거대 행성 중에서 두 번째로 크지만 지구형 행성의 밀도보다는 낮다.

## 조성
목성의 상층부 대기는 약 88 ~ 92%의 수소와 8 ~ 12%의 헬륨으로 이루어져 있다. 참고로 이는 개수 밀도 조성비인데, 헬륨 원자가 수소 원자보다 네 배나 무겁기 때문에 질량비로 조성을 기술할 때 다른 원자에 의해서 조성이 바뀌기 때문이다. 질량에 따른 목성의 대기는 약 75%의 수소와 24%의 헬륨으로 구성되어 있으며, 나머지 일 퍼센트만이 다른 원소들로 이루어져 있다. 목성의 내부는 밀한 물질들로 이루어져 있는데, 그 질량의 대략 71%가 수소, 24%가 헬륨, 5%가 다른 원소들로 이루어져 있다. 목성의 대기는 미량의 메테인, 수증기, 암모니아, 규소 화합물을 포함하며, 또한 미량의 탄소, 에테인, 황화수소, 네온, 산소, 포스핀, 황 등으로 이루어져 있기도 하다. 대기의 최외곽층은 얼음 암모니아 결정을 포함한다. 적외선 및 자외선 분석을 통해서는 미량의 벤젠과 탄화수소들이 발견되기도 한다.
대기의 수소 및 헬륨의 비율은 원시태양 성운의 이론적인 조성과 가깝다. 상층부 대기의 네온은 질량비로 단 20 ppm을 차지하는데, 이는 태양의 10분의 1 정도다. 헬륨 또한 태양의 헬륨 조성의 약 80% 정도로 감소하였는데, 이러한 감소는 행성 내부로 원소들이 침전된 결과이다.
분광학에 따르면 토성은 목성의 조성과 유사할 것으로 여겨지지만, 천왕성과 해왕성은 수소와 헬륨이 상대적으로 훨씬 적다.

### 질량 및 크기

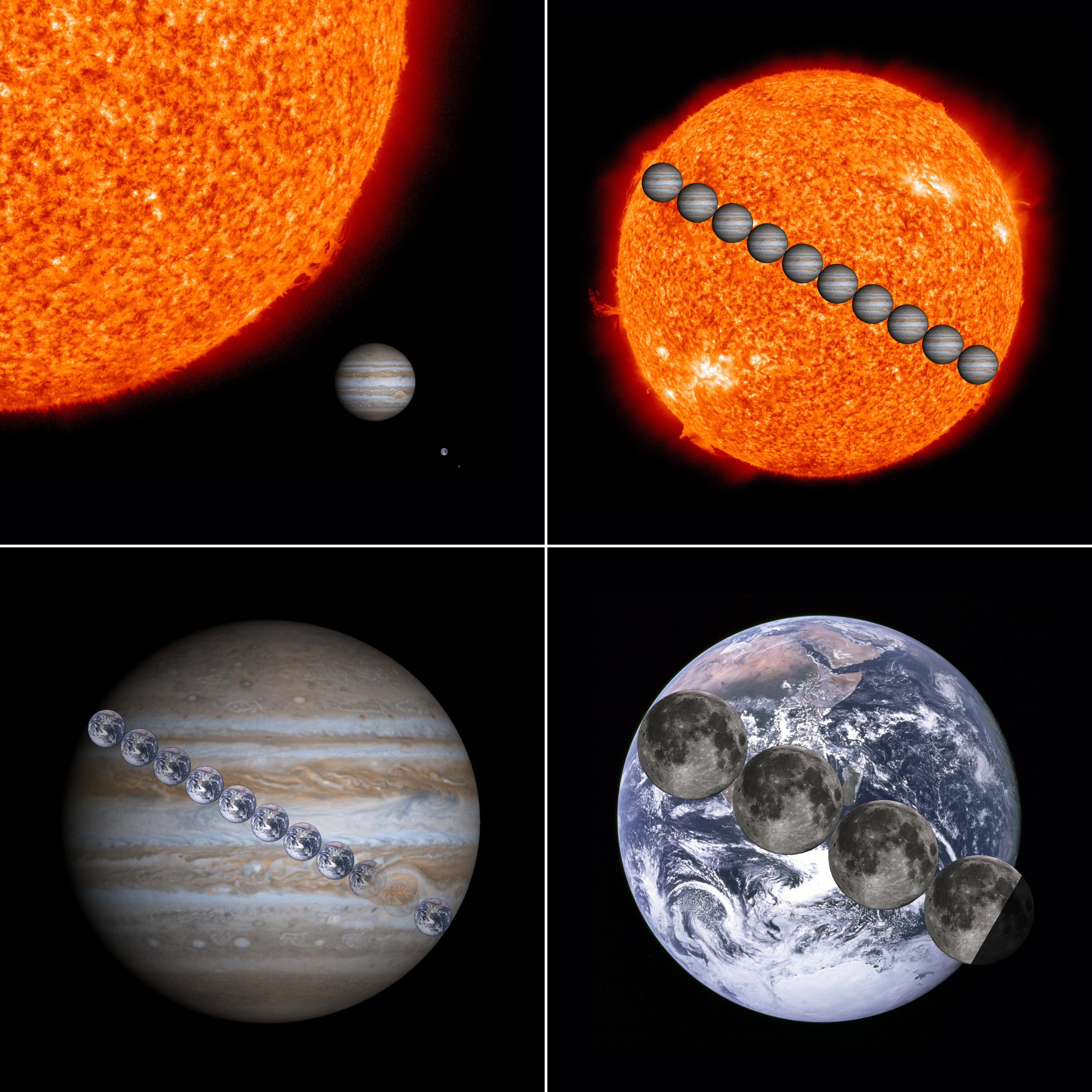
목성의 직경은 지구(×10.9733)보다 크고 태양(×0.10045)보다는 작은 크기의 정도 중 하나이다. 대적점은 지구와 크기가 거의 같다.

목성의 질량은 태양계의 다른 모든 행성을 합한 질량의 2.5 배로, 태양과 목성의 무게 중심이 태양의 중심으로부터 1.068 태양 반지름, 즉 태양의 표면 위에 자리잡게 만들 만큼 매우 무겁다. 목성은 크기가 지구보다 훨씬 크지만 밀도는 상당히 낮다. 목성의 부피는 지구의 약 1,321 배이지만 질량은 지구보다 단 318 배 밖에 크지 않기 때문이다. 목성의 반지름은 태양의 반지름의 약 1/10 배이며, 그 질량은 태양의 질량의 0.001 배이다. 따라서 두 천체의 밀도는 비슷하다. 목성의 질량(MJ 또는 Mjup)은 다른 천체, 특히 외계행성과 갈색왜성의 질량을 기술할 때 종종 사용된다. 예를 들면 외계행성 HD 209458 b의 질량은 0.69 MJ이며, 안드로메다자리 카파 b의 질량은 12.8 MJ이다.
여러 이론 모형들은 목성이 현재보다 훨씬 더 무거웠다면 그 크기가 줄어들었을 것임을 시사한다. 질량의 작은 변화에 대해서 반지름은 눈에 띄게 변화하지 않지만, 약 500 M🜨(1.6 목성질량) 이상에서는 압력의 증가에 따라 내부가 매우 크게 압축되면서 질량의 크기는 증가한데 비해 행성의 부피는 감소하게 된다. 결과적으로, 목성은 지난 역사와 조성을 통해 그만한 질량을 가졌기 때문에 직경이 큰 것으로 여겨진다. 만약 질량을 끌어모으면서 수축하는 과정이 계속해서 진행된다면, 핵융합이 발생하여 약 50 목성 질량에서 고질량 갈색왜성이 된다.
목성이 수소 핵융합을 하여 별이 되기 위해서는 75 배나 더 무거워야 하지만, 가장 작은 적색왜성은 목성의 반지름의 약 30 퍼센트 밖에 크지 않다. 이에 불구하고 목성은 태양으로부터 받는 열보다 더 많은 열을 복사하고 있다. 내부에 만들어진 열량은 목성이 받는 태양 복사 에너지와 맞먹는다. 이런 열은 수축을 통한 켈빈-헬름홀츠 기작에 의해 발생한 것이다. 이 과정으로 목성은 연간 약 2 센티 미터씩 수축한다. 처음 형성되었을 때 목성은 더 뜨거웠고 현재 지름의 두 배 정도로 컸을 것이다.

### 내부 구조
목성은 여러 원소들이 혼합된 고밀도의 핵과 그 주변의 액상 금속성 수소층, 대부분 수소 분자로 구성된 외곽층으로 이루어진 것으로 여겨진다. 이런 구조에 관해 더 상세한 내용은 아직 까지도 상당한 불확실성이 존재한다. 핵은 보통 암석형으로 기술되지만, 상세한 조성은 그 깊이의 온도 및 압력에서 물질의 특성을 알 수 없기 때문에 불명이다. 1997년, 핵의 존재가 여러 중력 측량을 통해 주장 되었는데, 그 질량은 지구의 질량의 약 12~45 배 또는 목성의 총 질량의 대략 4~14 %이다. 핵의 존재는 최소한 목성의 역사 부문에서 행성의 형성 모형을 통해 제기되는데, 모형에서 원시태양 성운으로부터 대량의 수소와 헬륨을 끌어모을 정도로 무거운 암석형 또는 얼음형 핵의 형성이 요구되기 때문이다. 핵이 존재한다고 가정하면, 용융 상태의 핵은 그와 혼합된 뜨거운 액상 금속성 수소의 대류로 인해 수축하며 행성 내부에서 높은 수준의 구조를 지니게 된다. 여러 중력 측량들이 전반적으로 그 가능성을 배제할 만큼 정밀하지 않기 때문에 핵에 관해서는 지금도 전적으로 불명이다.

적외선에서 본 목성 애니메이션.

이런 모형의 불확실성은 지금까지 측정된 변수들의 오차와 상관있다. 회전 계수 중 하나(J6)는 행성의 중력 모멘트, 적도 반경, 1 바의 압력 에서의 온도를 기술하는데 사용된다. 2016년 7월에 목성에 도달할 것으로 예정된 주노의 임무로 핵에 관한 더 나은 모형을 위해 이러한 변수들의 값은 정밀하게 제한될 것이다.
핵 영역은 밀한 금속성 수소로 둘러싸여 있는데, 이 층은 목성의 반지름의 약 78%까지 뻗어 있다. 비와 유사한 헬륨 및 네온 액적이 이 층을 통해 쏟아지면서 상층부 대기에서 이러한 원소의 양이 감소하였을 것이다.
금속성 수소층 위에는 수소로 이루어진 투명한 안쪽 대기가 자리잡고 있다. 이 깊이에서의 온도는 수소에 대해 단 33 K인 임계온도 이상이다. 이 상태에서 액체 및 기체의 상은 구별할 수 없다. 때문에 여기서 수소는 초임계 유체 상태에 있다고 일컫는다. 수소는 구름층에서 약 1,000 km 아래까지 뻗어 있는 상층부에서는 기체로 취급되고, 그보다 아래에 있는 층에서는 액체로 취급된다. 물리학적으로 그 경계는 명확하지 않다. 기체는 하강하면서 매끄럽게 뜨거워지고 밀해지기 때문이다.
목성 내부의 온도와 압력은 켈빈-헬름홀츠 기작으로 인해 핵쪽으로 급격하게 증가한다. 10 바 수준의 "표면" 압력에서, 온도는 약 340 K이다. 수소가 임계점 이상으로 가열되어 금속성을 띠게 되는 상전이 영역의 온도는 10,000 K이며 압력은 200 GPa로 추정된다. 핵의 경계에서의 온도는 36,000 K, 압력은 대략 3,000~4,500 GPa로 추정된다.

액상 금속성 수소층에 덮힌 암석형 핵을 가진 목성의 내부에 관한 모형을 묘사한 그림.

## 대기
목성은 고도가 5,000 km 이상에 이르는 태양계에서 가장 큰 행성 대기를 가지고 있다. 지표면이 없기 때문에, 대기의 시작점은 주로 대기압이 1 MPa (10 바), 또는 지구의 표면 압력의 열 배에 해당하는 지점으로 간주된다.

### 구름층

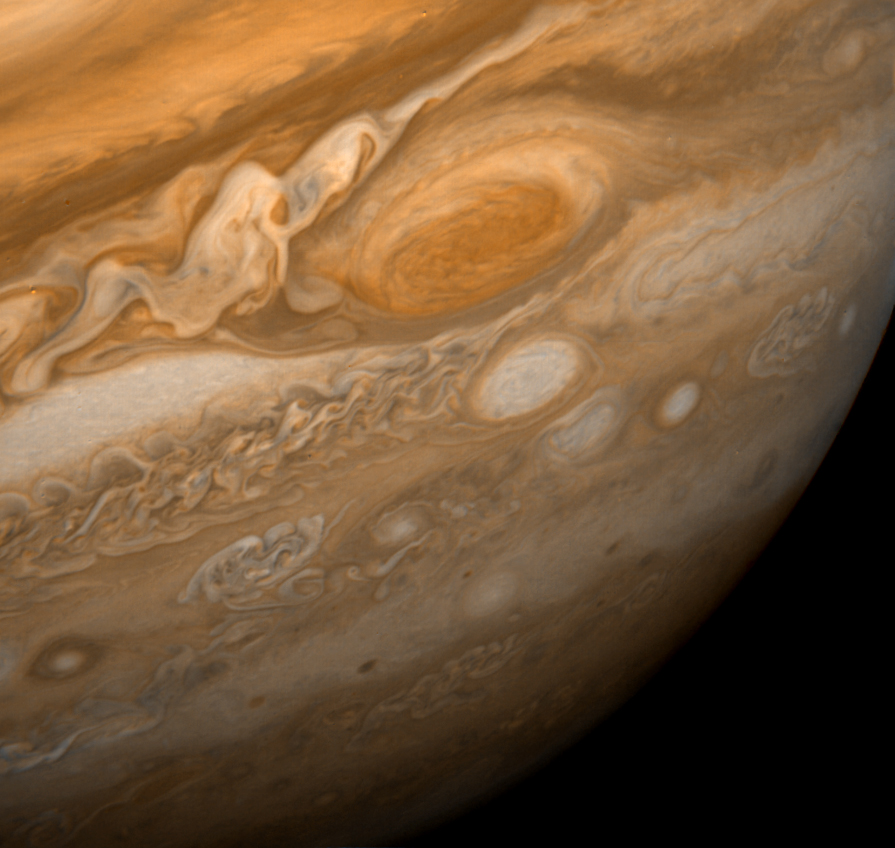
보이저 1호가 1979년 2월 25일에 목성 상공 920만 킬로미터에서 촬영한 목성의 대적점과 그 주변. 대적점 바로 아래의 하얀 타원형 폭풍은 지구와 직경이 거의 같다.

목성은 암모니아 결정 및 아마 황화 수소 암모늄으로 구성된 구름에 영구적으로 뒤덮혀 있다. 이 구름들은 대류 권계면에 위치해 있으며 열대 지역으로 알려진 서로 다른 위도에 있는 띠들에 따라 배열된다. 이들은 밝은 색조의 대(zone)와 어두운 색조의 띠(belt)로 나뉜다. 이들의 충돌 순환 패턴의 상호작용으로 폭풍과 난류가 유발된다. 국지 제트(zonal jet)에서는 풍속 100 m/s (360 km/h)의 바람이 흔하게 발생한다. 대는 폭과 색깔, 색의 강도가 해마다 변하는 것으로 관측되어 왔는데, 과학자들이 이를 확인하기에 충분할 정도로 안정적으로 남아있다.
구름층은 약 50 km의 두께를 가지며, 두껍고 낮은 층과 얇고 깔끔한 영역, 최소한 두 개의 구름층으로 이루어져 있다. 또한 암모니아층 아래에는 얇은 H2O 구름층이 있을 것으로 여겨지는데, 목성의 대기에서 감지된 번개의 섬광을 통해 추측된 것이다. 번개가 발생하기 위해서는 물의 극성으로 인해 전하 분리가 일어나야하기 때문이다. 이들의 방전은 지구에서 발생하는 번개의 수천 배에 이를 정도로 강력하다. 물구름은 내부에서 가열된 열을 통해 뇌우를 일으킬 수 있다.
목성의 구름에서 띠는 오랜지 및 갈색은 용승하는 화합물이 태양의 자외선에 노출되어 변색 되면서 발생한 것이다. 정확한 성질에 관해서는 아직까지 불확실하지만 이들의 실체는 인, 황 또는 아마 탄화수소일 것으로 여겨진다. 발색단으로 알려져 있는 이러한 다채로운 화합물들은 따뜻한 낮은쪽의 구름층과 섞이게 된다. 대는 상승 대류 세포가 암모니아를 결정화하여 낮은 구름층을 가리게 만들 때 형성된다.
목성의 낮은 자전축 경사는 극지역이 적도 지역보다 적은 태양 복사를 일관적 으로 받고 있음을 의미한다. 행성 내부의 대류는 더 많은 에너지를 극지역으로 수송하여 구름층의 온도 불균형을 해소하게 만든다.

### 대적점과 그 외 소용돌이

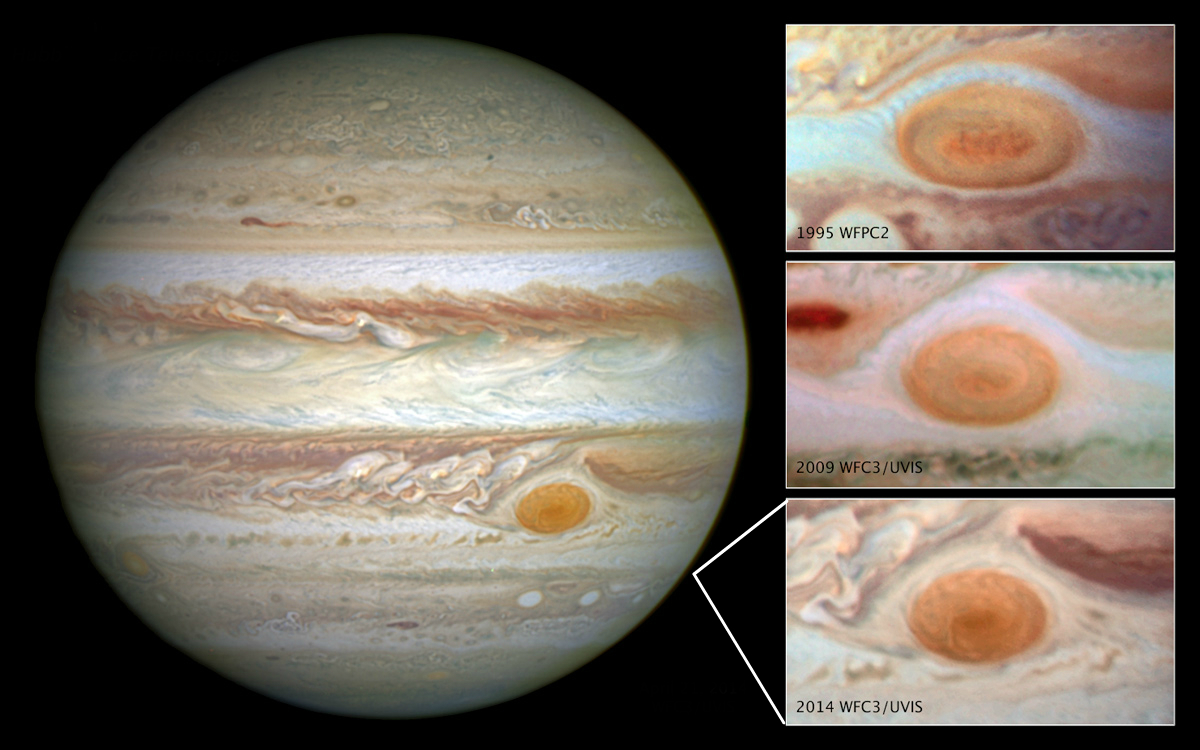
목성의 대적점은 시간이 흐르면서 그 크기가 줄어들고 있다.

목성의 가장 유명한 특징은 대적점이다. 대적점은 오랫동안 유지되고 있는 고기압성 폭풍으로, 적도를 기준으로 남위 22˚에 위치해 있으며 지구보다 더 크다. 대적점은 최소한 1831년, 또는 1665년 이후부터 존재해왔다. 허블 우주 망원경이 여러 차례 촬영한 사진에서는 대적점과 인접해 있는 두 개의 "적점"(red spot)이 드러나기도 했다. 대적점은 12 cm 이상 구경의 지상 망원경을 통해서 볼 수 있을 만큼 크다, 여러 수학적 모형들은 이 폭풍은 안정적으로 목성의 영구적인 특징일 것이라고 시사한다.
달걀 모양의 폭풍인 대적점은 약 6일 주기로 반시계 방향으로 회전한다. 대적점의 크기는 24~40,000 km × 12~14,000 km로, 지구를 둘 또는 세 개나 품을 수 있을 정도이다. 이 폭풍의 최대 고도는 주변의 구름 꼭대기에 대해서 약 8 km이다.
대적점과 같은 폭풍(oval)들은 거대 행성의 난류성 대기에서 흔히 발생한다. 목성 또한 이름이 붙여지지 않을 정도로 작은 갈색 및 백색의 폭풍들을 가지고 있다. 백색 폭풍은 상대적으로 차가운 상층부 대기의 구름을 포함하는 경향이 있으며, 갈색 폭풍은 따뜻한 "보통의 구름층"에 위치해 있다. 이러한 폭풍들은 수 시간 정도로 짧게 지속되거나 수 세기까지 지속될 수 있다.
보이저의 탐사로 대적점이 하나의 폭풍이었다는 것이 알려지기 전에도, 대적점이 다른 부분의 대기에 대해 다른 방향으로 회전하고 때때로 빠르거나 더 느리게 회전함으로써 행성의 표면의 어떠한 깊은 특징과 연관되지 않았다는 강력한 증거가 있었다.
2000년에 목성의 남반구에서 발생한 대기 현상은 대적점의 외양과 비슷하나 그보다 더 작은데, 세 개의 작은 백색 달걀 모양의 폭풍들(1938년에 처음으로 관측됨)이 병합하면서 더 크게 만들어진 것이다. 이 폭풍은 오벌 BA라 명명되고, 주니어 적점(Red Spot Junior)이라는 별명이 붙여졌다. 오벌 BA는 색의 강도가 증가한 이후로 색깔이 백색에서 적색으로 변화하였다.

## 행성의 고리

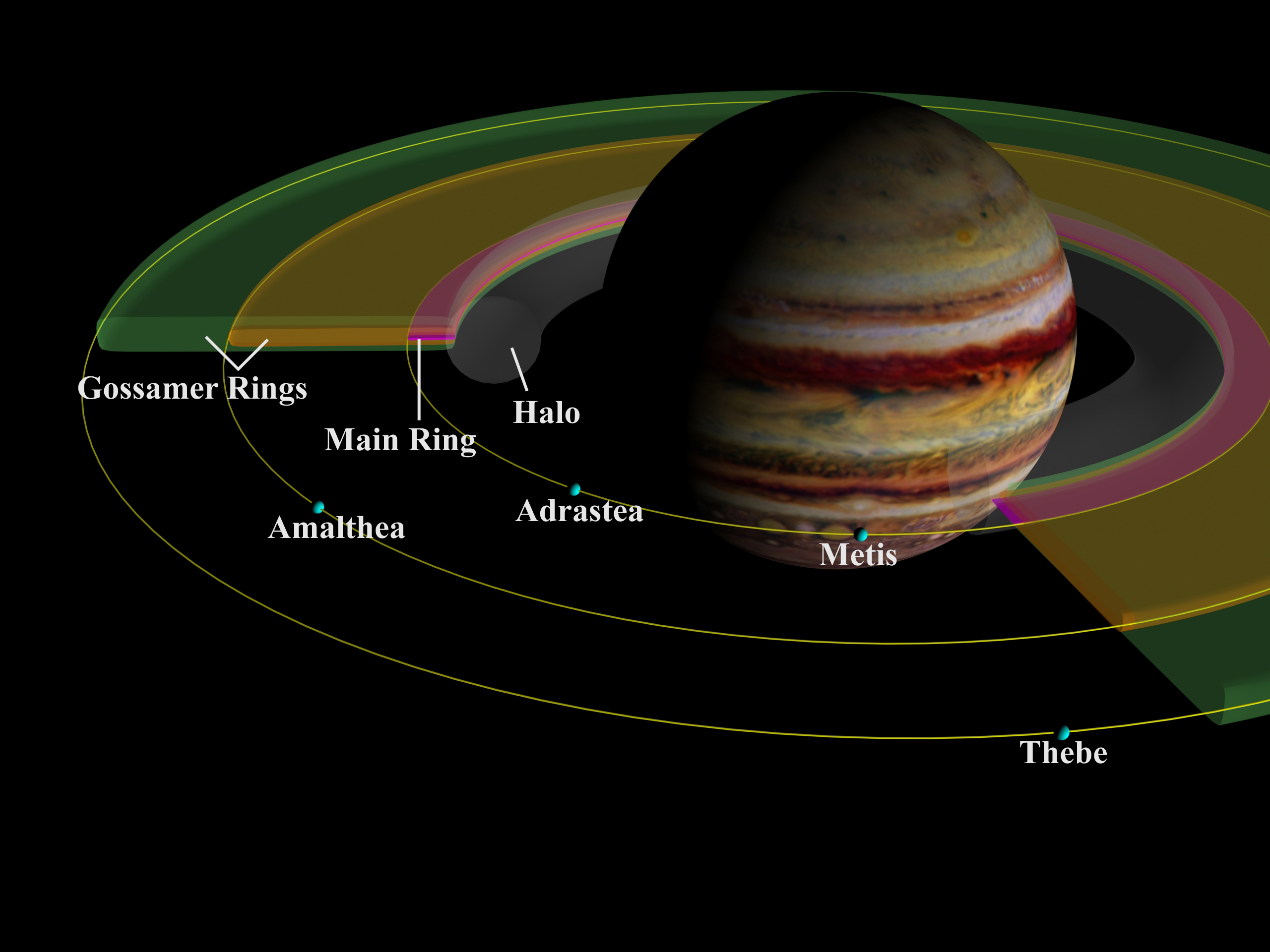
목성의 고리

목성은 이루어진 희미한 고리계를 가지고 있다. 목성의 고리는 크게 세 부분으로 나뉘는데, 헤일로(halo)로 알려져 있는 안쪽의 입자 토러스와, 상대적으로 밝은 큰 고리, 외곽의 매우 가는 고리가 있다. 이러한 고리들은 토성의 고리에서 볼 수 있는 얼음보다는 티끌로 이루어진 것으로 보인다. 큰 고리는 목성의 위성인 아드라스테아와 메티스에서 방출된 물질로 이루어진 것으로 보인다. 보통 위성으로 되돌아갈 물질은 목성의 강력한 중력으로 인해 끌어당겨진다. 때문에 물질의 궤도는 목성으로 크게 틀어지게 되고 추가적인 충돌로 인해 새로운 물질이 유입된다. 비슷한 방법으로, 위성인 테베와 아말테아 역시 두 개의 희미한 티끌 고리를 형성했을 것이다. 또한 아말테아의 궤도와 일치하는 암석형 고리의 증거가 있는데, 이 고리는 아말테아의 충돌 부스러기를 포함하고 있을 것이다.

## 자기권

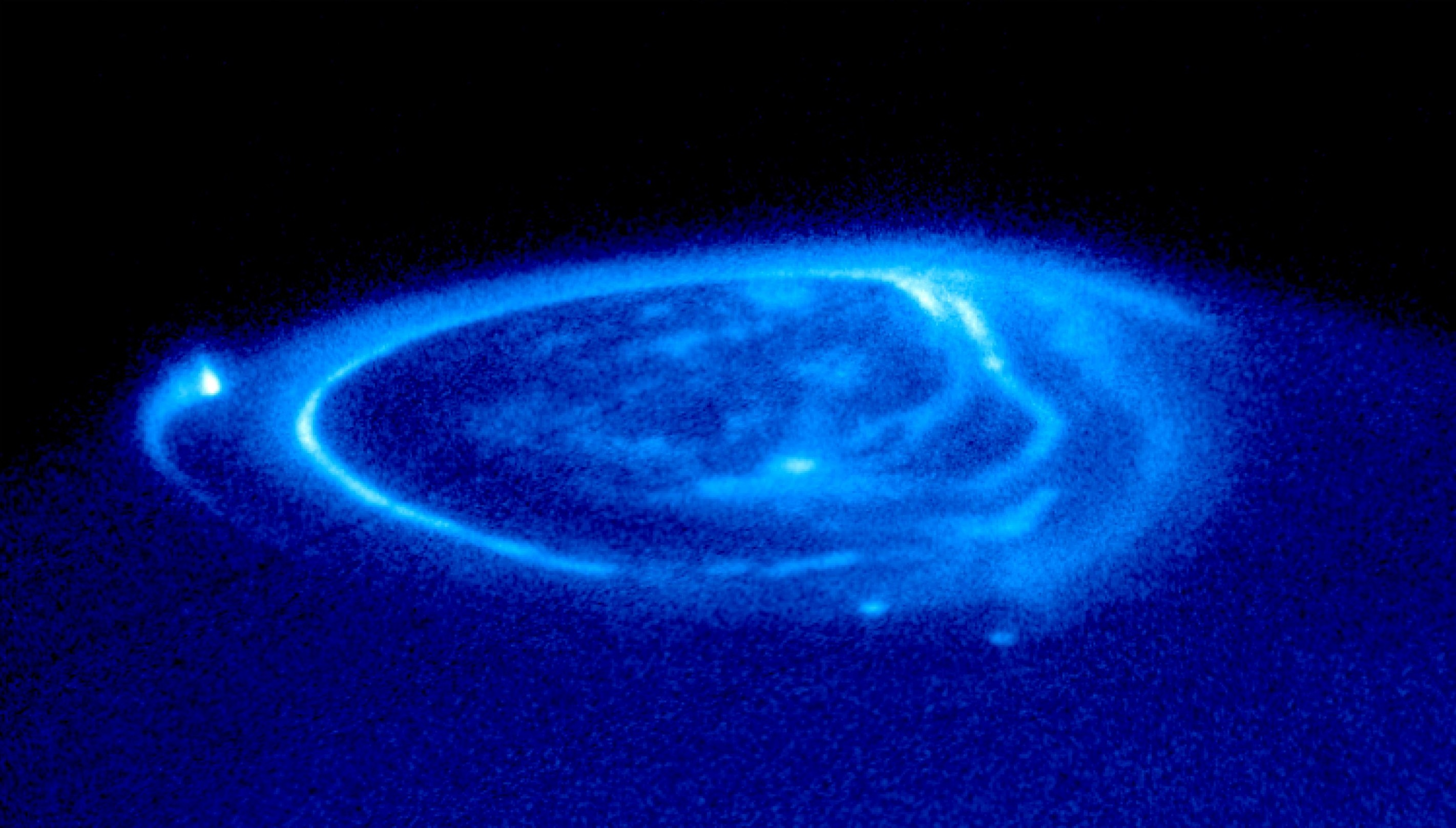
목성의 오로라. 표시된 밝은 세 점들은 위성인 이오(좌측), 가니메데(하단), 유로파(하단)와 연결된 자속관(magnetic flux tube)에 의해 형성된 것이다. 그리고 주폭풍(main oval)이라고 불리는 매우 밝은 원형의 영역과 그 속의 희미한 오로라가 보인다.

목성의 자기장은 적도에서 4.2 가우스(0.42 mT), 극에서 10~14 가우스(1.0 1.4 mT)에 이르기 때문에 지구의 자기장보다 14 배나 강하며, 태양계에서 흑점을 제외하고 가장 강력하다. 이러한 자기장은 액상 금속성 수소핵 속 물질들의 소용돌이 운동으로 인한 맴돌이 전류에 의해 발생하는 것으로 여겨진다. 목성의 위성인 이오의 화산 활동으로 대량의 이산화황이 방출되면서 위성의 궤도를 따라 기체 토러스가 만들어지는데, 이 기체는 목성의 자기권에서 이온화 되어 황이온과 산소이온이 된다. 이들은 목성의 대기에서 기원한 수소이온과 함께 목성의 적도면에 플라스마판(plasma sheet)을 형성한다. 판 속의 플라스마는 목성에 대해 반대로 회전하기 때문에 쌍극자 자기장을 자기 원반의 자기장으로 변형 시킨다. 플라스마판 속의 전자는 강력한 전파를 방출하여 0.6~30 MHz 범위에서 폭발을 일으킨다.
목성의 중심으로부터 약 75 목성반경 지점에서 자기권과 태양풍의 상호작용으로 활꼴 충격파가 발생한다. 목성의 자기권 주변은 자기권 외피층(자기권과 활꼴 충격파 사이의 영역)의 안쪽 가장자리에 위치해 있는 자기권 계면으로 덮혀있다. 이 영역과 태양풍이 상호작용하면서 목성의 태양 반대편 자기권은 길게 늘여지게 되는데, 거의 토성의 궤도에 이를 정도로 길게 뻗는다. 목성의 가장 큰 네 위성은 모두 목성의 자기권 속을 공전하기 때문에 태양풍으로부터 안전하다.
목성의 자기권은 행성의 극 지역에서 여러 차례 발생하는 강렬한 전파 방출의 원인이다. 위성 이오의 화산 활동(아래 참고)으로 인해 기체가 목성의 자기권으로 분출되어 행성 주변에 입자 토러스를 형성한다. 이오가 이 토러스 속을 움직이면서 알펜파를 일으키는데, 이 때문에 이온화된 물질이 목성의 극 지역으로 이송된다. 이러한 결과로 사이클로트론 메이저 기작을 통해 전파가 발생하며, 그 에너지는 원뿔형 표면을 따라 전송된다. 지구가 이 원뿔과 상호작용할 때, 목성의 전파 방출은 태양의 전파 방출량을 넘어서기도 한다.

## 공전 및 자전

목성(빨강)은 지구(파랑)가 태양(중앙)을 11.86번 공전할 때 한 번 공전한다.

목성은 태양과의 무게 중심이 태양의 체적 바깥에 위치한 유일한 행성으로, 그 무게 중심은 태양 표면으로부터 태양 반지름의 7% 밖에 위치한다. 목성과 태양 사이의 평균 거리는 7억 7,800만 km(지구와 태양 사이의 평균 거리의 5.2배, 즉 5.2 AU)이며 11.86년마다 한 번씩 공전을 완주한다. 이 주기는 토성의 공전 주기의 2/5배로, 즉 태양계에서 가장 큰 두 행성은 5:2 궤도 공명을 이루고 있다. 목성의 타원 궤도는 지구에 대해 1.31˚ 기울어져 있다. 0.048의 궤도 이심률 때문에 태양에 대한 목성의 거리는 가장 가까운 지점(근일점)에서부터 가장 먼 지점(원일점)까지 약 7,500만 킬로미터 차이난다.
목성의 자전축 경사는 약 3.13˚로 상대적으로 작다. 때문에 목성은 지구나 화성에 비해 큰 계절적 변화를 겪지 않는다.
목성의 자전은 10시간 이내로 한바퀴를 완주할 만큼 태양계의 모든 행성 중에서 가장 빠르다. 이러한 자전으로 인해서 목성은 지상의 아마추어 망원경을 통해서 쉽게 확인할 수 있을 정도의 적도 팽대부가 만들어진다. 행성의 모양은 극지름보다 적도지름이 더 큰 편구 모양이다. 목성의 적도 지름은 극 지름보다 9,275 km(5,763 mi) 더 길다.
목성은 고체가 아니기 때문에 행성의 상층부 대기는 차등 회전을 겪는다. 목성의 극 대기의 자전은 적도 대기의 자전보다 주기가 5분 더 길다. 그래서 특히 대기 현상의 운동을 도표화 하기 위해서 세가지 계가 기준 좌표계로 사용된다. 제일회전계(System I)는 북위 10˚에서 남위 10˚까지 적용된다. 제일회전계의 자전주기는 9시간 50분 30초로 목성에서 가장 짧다. 제2 회전계(System II)는 그 외의 모든 위도에서 적용되는데, 자전 주기는 9시 55분 40.6초이다. 제삼회전계(System III)는 전파천문학자들이 처음으로 밝혀낸 것으로, 목성 자기권의 자전과 상관있다. 제3 회전계의 자전주기는 목성의 공식적인 자전 주기로 쓰인다.

## 관측

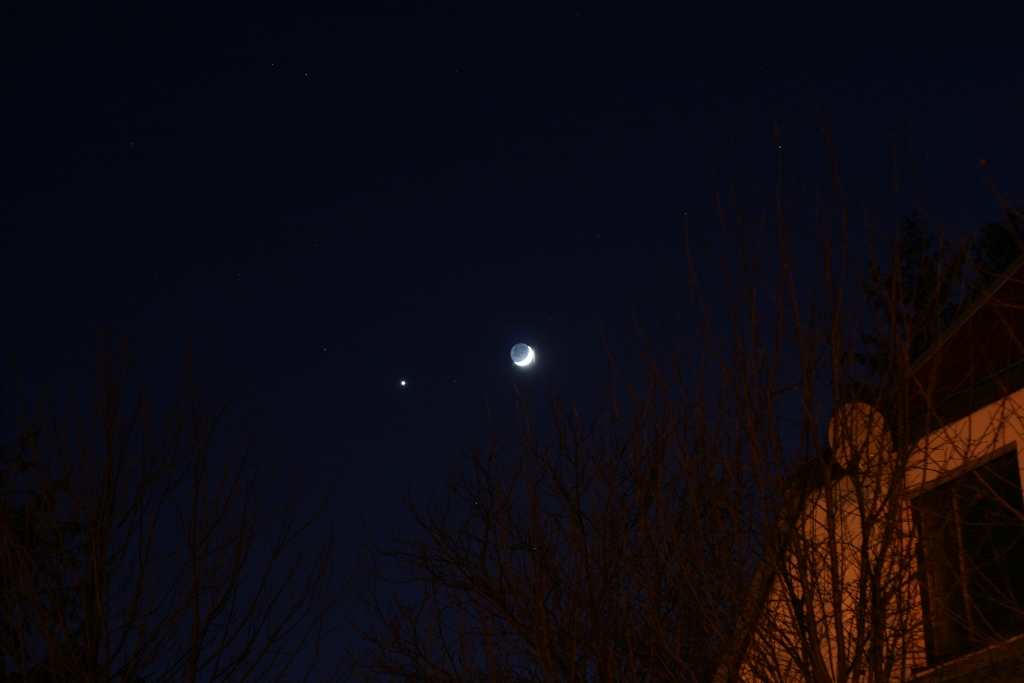
목성과 달의 합

지구에 대한 상대적인 위치 변화로 인한 외행성의 역행 운동.

목성은 통상적으로 하늘에서 태양과 달, 금성 다음으로 가장 밝은 천체이다. 그러나 화성이 목성보다 밝아 보이는 시기가 있기도 하다. 지구에 대한 목성의 위치에 따라 목성의 겉보기 등급은 충일 때 -2.9등급에서 합일 때 -1.6 등급으로 감소하며, 목성의 각지름 역시 50.1"에서 29.8"로 변한다. 가장 밝은 시기는 목성이 근일점을 지나면서 충에 위치할 때이다.
지구는 태양을 공전하면서 목성을 398.9일 마다 한 번씩 추월하는데, 이 주기를 회합 주기라고 한다. 이런 과정에서 지구에서 목성은 배경별에 대해 올가미 형태의 역행 운동을 하는 것처럼 보인다.
목성의 궤도가 지구의 궤도의 바깥에 있기 때문에 목성의 위상각은 지구에서 봤을 때 절대 11.5˚를 넘을 수 없다. 즉, 목성은 지구에서 망원경으로 관찰할 때 항상 거의 보름달처럼 보인다. 때문에 우주선 탐사를 통해서만 목성의 초승달에 가까운 위상을 볼 수 있다. 보통 작은 망원경을 통해서 목성의 네 갈릴레이 위성과 목성의 대기상의 커다란 구름띠를 볼 수 있다. 좀 더 큰 망원경을 통해서는 목성의 대적점을 볼 수 있기도 하다.

## 연구 및 탐사

### 망원경 발명 이전의 연구

지구(⊕)에 대한 목성(☉)의 경도 운동을 설명하기 위한 알마게스트 모형.

목성에 관해 기록된 첫 관측 자료들은 기원전 7세기에서 8세기 경 바빌로니아의 천문학자들이 작성하였다. 고대 중국에서는 목성을 세성(歲星, Sui-xing)으로 표기하였다. 그리고 4세기 경 황도 부근의 하늘을 열두 개의 영역으로 나누었는데, 여기서 목성은 매년 한 영역을 통과한다. 중국의 역사가 시저쭝(席澤宗)은 고대 중국의 천문학자인 감덕(甘德)이 기원전 362년 경에 목성의 위성 중 하나를 나안으로 발견하였다고 주장하였다. 그의 주장이 확실하다면, 갈릴레오 위성은 갈릴레오가 발견했던 것보다 약 2,000년이나 더 앞서 발견되었음을 의미한다. 2세기 경 헬레니즘 시대의 천문학자 클라우디오스 프톨레마이오스는 알마게스트를 저술하는 동안 지구에 대한 목성의 운동을 설명하고 약 4332.38 일 또는 11.86 년에 해당하는 공전 주기를 계산하기 위해 대원과 주전원에 기반한 천동설 모형을 도입하였다. 499년, 인도의 수학자 겸 천문학자인 아리아바타 역시 목성의 공전 주기를 계산하기 위해 천동설 모형을 이용하였다.

### 지상 망원경을 이용한 연구
1610년, 갈릴레오 갈릴레이는 망원경을 이용하여 목성의 가장 큰 네 위성(갈릴레이 위성)을 발견하였다. 이는 지구 외 다른 행성의 위성에 관해 망원경을 이용한 첫 관측으로 여겨지고 있다. 갈릴레오의 발견 이후 시몬 마리우스가 별개로 목성 주변의 위성을 발견하였으나, 그의 발견은 1614년 저서에 기록되기 전까지 발표된 적이 없었다. 그러나 마리우스가 붙인 네 위성의 명칭, 이오, 유로파, 가니메데, 칼리스토는 오늘날까지 사용되고 있다. 또 이들의 발견은 겉보기에 지구를 중심으로 하지 않는 천구 운동에 관한 첫 발견이기도 하다. 이러한 발견은 행성의 운동에 관한 코페르니쿠스의 태양 중심설이 지지받기 시작하는 중요한 시점이었다. 이러한 노골적인 코페르니쿠스의 이론의 지지로 갈릴레오는 종교 재판의 위협에 처했었다.
1660년대에는 카시니가 새로운 망원경을 이용하여 목성의 점들과 다채로운 띠를 발견하였으며 목성이 편구 모양, 즉 극 부분이 평평한 것처럼 보인다는 것을 관측하였다. 또 그는 목성의 자전주기를 측정할 수 있기도 하였다. 카시니는 1690년에 목성의 대기가 차등 회전을 겪고 있다는 것을 기록하였다.
목성의 남반구에 있는 뚜렷한 타원 형의 대적점은 아직 논란이 있긴 하지만 1664년 로버트 훅과 1665년 지오반니 카시니의 관측 이후부터 관측되어 왔다. 약사였던 하인리히 슈바베는 1831년에 대적점의 상세한 모습을 최초로 그림으로 기록하였다.
1665년과 1708년 사이의 여러 관측에 따르면 적점을 찾을 수 없었다고 한다. 이후 1878년에 크게 뚜렷해졌으나, 1883년과 20세기 초에 다시 희미해졌었다.
지오반니 보렐리와 카시니는 목성의 위성이 목성의 앞뒤를 언제 통과하는지 예측할 수 있도록, 목성의 위성들의 운동에 관해 정밀한 표를 작성하였다. 1670년대에는 목성이 지구에 대해 태양 반대편 위치에 있을 때 목성의 위성들이 목성의 앞뒤를 통과하는 시기가 예측된 것보다 약 17분이나 늦게 발생한 것이 관측되었다. 올레 뢰머는 이를 통해 관찰이 즉각적이지 않음을 추론하였고(카시니는 처음에 이에 대해 동의하지 않았다), 그 시간 차를 이용해서 빛의 속도를 측정하였다.
1892년, E. E. 바너드는 캘리포니아의 릭 천문대의 36 인치(910 mm) 굴절 망원경을 통해 목성의 다섯번째 위성을 발견하였다. 이 위성은 후에 아말테아라 이름 붙여졌다. 아말테아는 안시 관측을 통해 직접적으로 발견된 마지막 위성이었다.

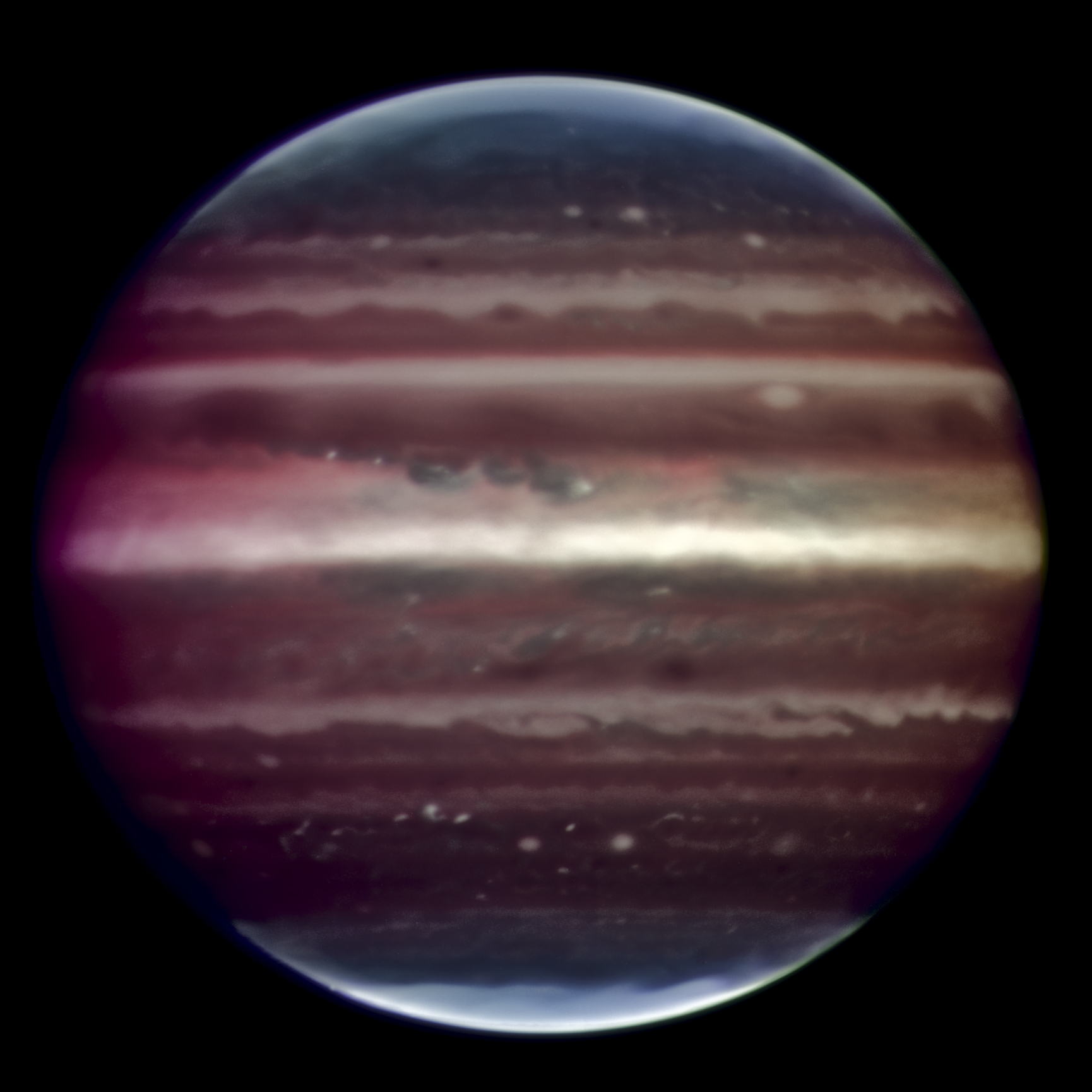
ESO의 초거대 망원경(VLT)이 촬영한 목성의 적외선 사진.

1932년에는 루퍼트 빌트는 목성의 스펙트럼에서 암모니아와 메탄의 흡수선을 발견하였다.
1938년에는 백색 폭풍(white oval)이라 불리는 세 개의 고기압성 폭풍이 관측되었다. 이들은 수십년 동안 서로 접근하기도 하였으나 병합은 하지 않으면서, 대기상에서 별개의 현상으로 존재했었다. 그러나 1998년에 두 개의 폭풍이 병합하였고, 2000년에는 남은 하나가 흡수되면서 최종적으로 하나의 더 큰 폭풍, 오벌 BA가 되었다.

### 전파망원경을 이용한 연구
1955년, 버나드 버크와 케네스 프랭클린은 22.2 MHz 대역에서 목성에서 오는 전파 폭발 신호를 탐지하였다. 이 폭발의 주기는 목성의 자전 주기와 일치하였는데, 이들은 그러한 정보를 통해 목성의 자전 속도를 개선할 수 있었다. 목성에서 발생한 전파 폭발은 두 가지 형태로 나뉘는데, 수 초 정도까지 지속되는 긴 폭발(long burst, L-burst)과 밀리초 이하로 지속되는 짧은 폭발(short burst, S-burst)이 있다.
과학자들은 목성에서 발신된 전파신호가 세가지 유형으로 나뉜다는 것을 발견하였다.
- 데카 미터(십 미터 단위의 파장) 전파 폭발은 목성의 자전에 따라 변화하며, 목성의 자기장과의 상호작용에 영향을 받는다.[83]
- 데시 미터(센티미터 파장) 전파 방출은 1959년 프랭크 드레이크와 하인 흐배텀(Hein Hvatum)이 처음으로 관측하였다.[25] 이 신호는 목성의 적도 주변의 토러스 형태의 띠에서 발생하는데, 목성의 자기장에 가속된 전자의 사이클로트론 복사이다.[84]
- 열복사는 목성의 대기의 열로 인해 발생한다.[25]

### 우주 탐사선을 통한 탐사
1973년부터 지금까지 수많은 무인 우주 탐사선들이 목성에 방문하였다. 그 중 가장 유명한 것은 파이피니어 10호로, 처음으로 목성에 가까이 접근하여 태양계에서 가장 큰 행성의 특성과 그곳에서 발생하는 현상을 상세하게 보여준 우주 탐사선이다. 태양계 내의 다른 행성으로 우주 비행을 하기 위해서는 우주선 속도의 순변화량, 또는 델타 v로 표현되는 에너지가 요구된다. 지상에서 지구 저궤도에 이르기 위해 요구되는 델타 v는 9.7 km/s 인데, 지구 저 궤도에서 목성까지 호만 전이 궤도로 비행하기 위해서는 6.3 km/s라는 상당한 양의 델타 v가 요구된다. 때문에 이러한 방법으로 목성을 향하기는 어렵다. 그러나 다행히도, 우주 비행에 더 오랜 시간이 소요되긴 하지만 행성의 플라이 바이를 통한 중력 도움으로 목성에 도착하는데 필요한 에너지의 양을 줄일 수가 있다.

#### 플라이바이 임무
| 우주선           | 최대접근 시기    | 거리           |
| ---------------- | ---------------- | -------------- |
| 파이오니어 10호  | 1973년 12월 3일  | 130,000 km     |
| 파이오니어 11호  | 1974년 12월 4일  | 34,000 km      |
| 보이저 1호       | 1979년 3월 5일   | 349,000 km     |
| 보이저 2호       | 1979년 7월 9일   | 570,000 km     |
| 율리시스 호      | 1992년 2월 8일   | 408,894 km     |
| 율리시스 호      | 2004년 2월 4일   | 120,000,000 km |
| 카시니 호        | 2000년 12월 30일 | 10,000,000 km  |
| 뉴 허라이즌스 호 | 2007년 2월 28일  | 2,304,535 km   |

1973년 초, 몇몇의 우주선들이 행성을 이용한 플라이 바이 항법을 통해 목성 관측 범위로 방향을 돌렸다. 이러한 파이피니어 임무를 통해서 목성의 대기와 목성의 위성 일부를 근접 촬영한 모습을 처음으로 얻을 수 있었다. 또한 이를 통해 목성 근처의 방사장(放射場)이 예측되던 것보다 훨씬 강하다는 사실이 밝혀지기도 했는데, 다행히도 목성에 접근한 두 우주선 모두 그러한 환경에서 큰 고장을 일으키지 않았다. 이러한 우주선들의 궤적은 목성계의 질량 측정값을 개선하는데 이용되기도 하였으며, 행성에 의한 전파 엄폐로 목성의 직경과 극의 편평도에 관해 더 나은 측정값을 얻을 수 있었다.
그로부터 6년 후, 보이저 임무로 갈릴레이 위성에 관한 이해를 크게 개선할 수 있었으며 목성의 고리들을 발견하게 되었다. 또한 이들은 대적점이 고기압성임을 확인해주었다. 이전의 사진과 이들이 촬영한 사진 등 여러 사진의 비교로 적점이 파이오니어 임무 이후로 오렌지색에서 암 갈색으로 색조가 변화하였음을 알 수 있다. 뿐만 아니라 이온화된 원자로 이루어진 토러스가 이오의 궤도를 따라 놓여있는 것이 발견되었고, 이오의 표면에서는 일부는 분출 과정에 있는 화산들이 관측되었다. 우주선이 목성의 뒤편을 통과하는 과정에서, 밤측 대기에서 번개에 의한 섬광이 관측되기도 하였다.
목성에 접근했던 다음 임무는 율리시스 태양 탐사선으로, 태양을 극궤도로 비행하기 위해 플라이 바이를 이용하였다. 탐사선이 목성을 통과하는 동안에 목성의 자기권에 대한 연구가 이루어졌다. 율리시스 호는 카메라를 탑재하고 있지 않았기 때문에 그에 관한 사진은 얻을 수 없었다. 두 번째 플라이 바이로부터 6년 후에는 더 먼 거리에 위치하게 되었다.

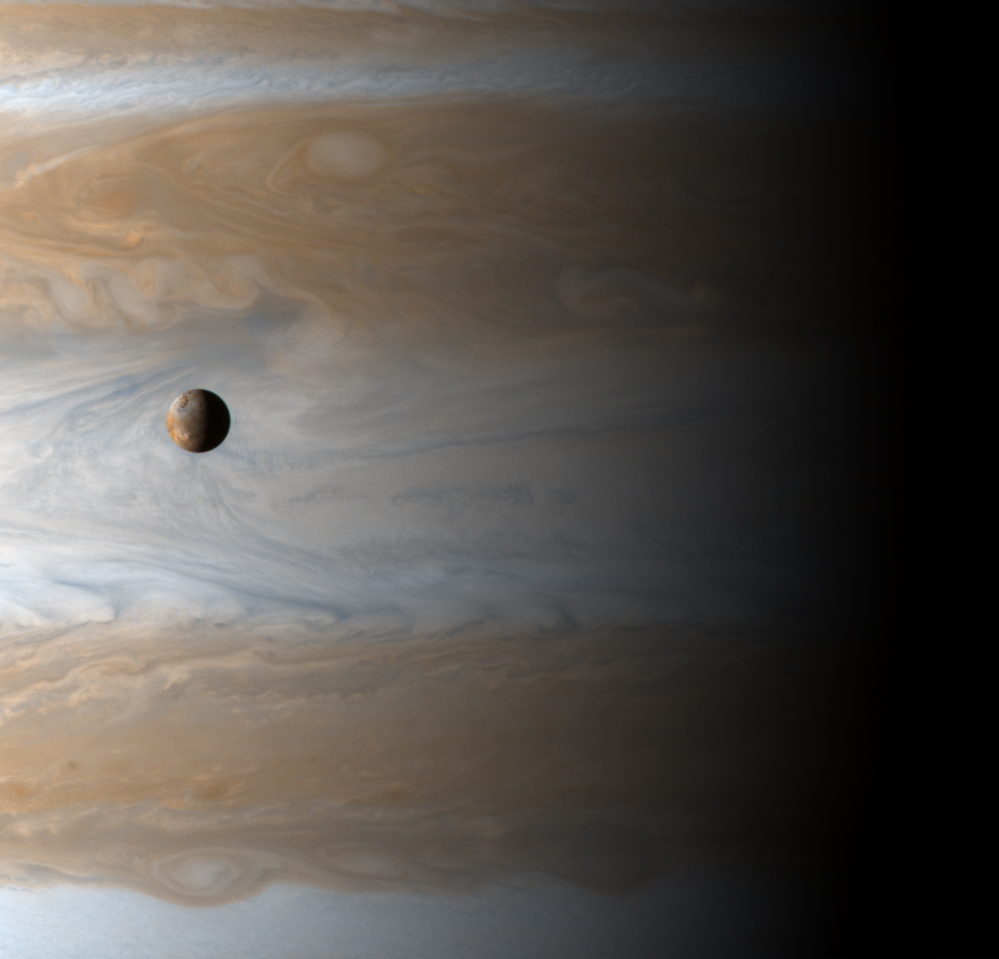
카시니 호가 2001년 1월 1일에 촬영한 목성과 이오.

2000년에는 카시니 탐사선이 토성으로 향하는 도중에 목성을 지나면서 그 당시까지 가장 높은 해상도의 사진을 촬영하였다.
뉴 허라이즌스 탐사선은 명왕성으로 향하기 위해 목성을 지나는 과정에서 목성의 중력 도움을 이용하였다. 탐사선이 목성에 가장 가까이 접근한 때는 2007년 2월 28일이었다. 뉴 허라이즌스 호의 카메라를 통해 이오의 화산에서 분출되는 플라스마를 촬영하였으며 네 갈릴레이 위성에 관해 상세하게 진행되었을 뿐만 아니라, 외곽의 위성들인 히말리아와 엘라라에 대한 장거리 관측도 이루어졌다. 목성계의 사진 탐사는 2006년 9월 4일부터 시작되었다.

#### 갈릴레오 임무

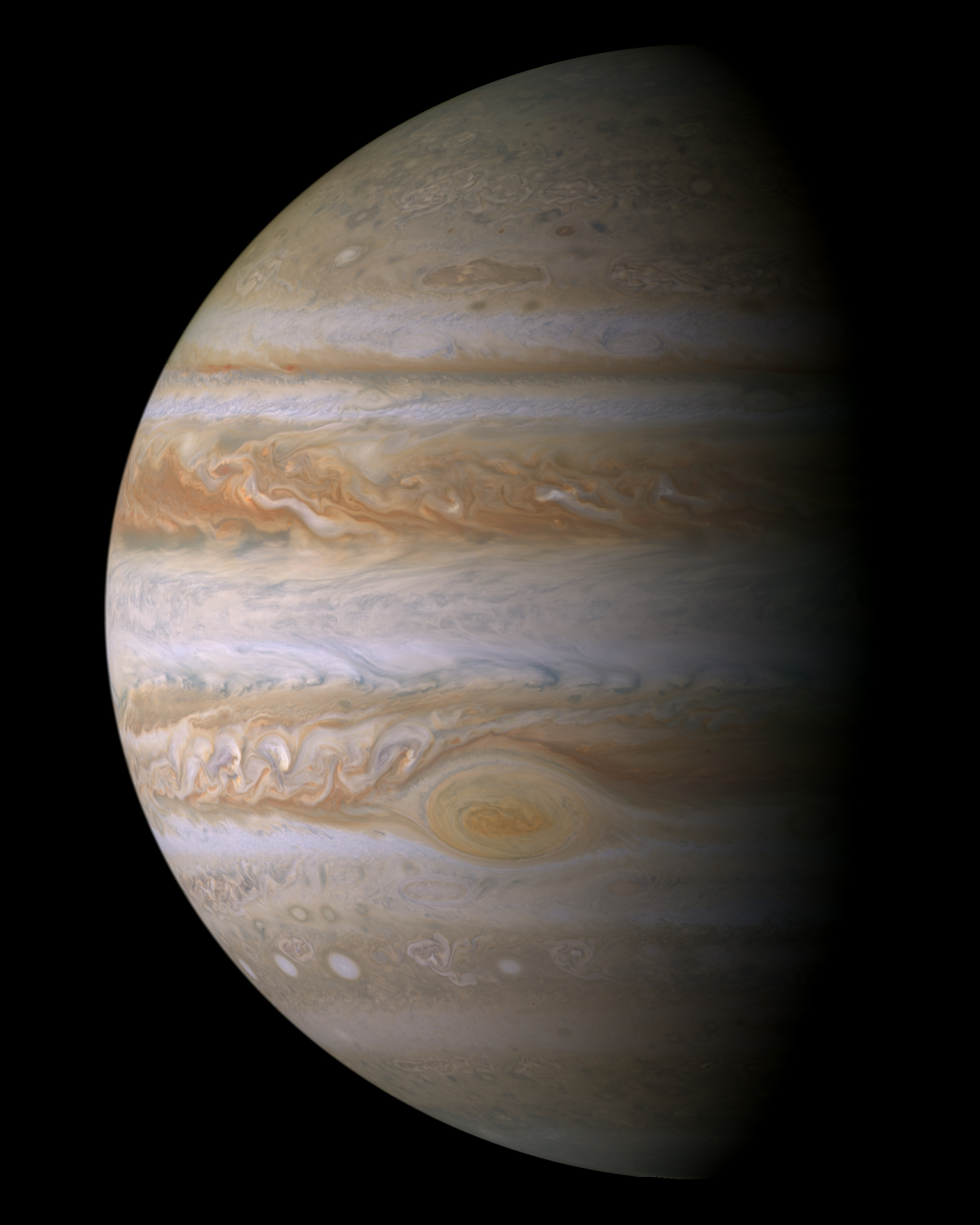
카시니 호에서 본 목성.

지금까지 목성을 공전한 우주 탐사선은 갈릴레오 궤도 탐사선이 유일하다. 갈릴레오 호는 1995년 12월 7일부터 목성의 주변을 공전하기 시작하였다. 7년 이상 행성을 공전하면서 모든 갈릴레이 위성과 아말테아에 대한 여러 회의 플라이바이가 수행되었다. 또한 탐사선은 슈메이커-레비 9 혜성이 1994년에 목성에 접근하여 충돌하는 모습을 사건을 관찰하기 매우 좋은 위치에서 목격하기도 하였다. 고성능 전파 수신 안테나의 전개 실패로 원래 계획된 탐사 능력에 제한을 받았지만, 갈릴레오 호로부터 얻은 목성계에 관한 정보는 광범위했다.
1995년 7월에는 질량 340 킬로그램의 티타늄제 대기 탐사선이 우주선으로부터 사출되어, 당해 12월 7일에 목성의 대기에 진입하였다. 탐사선은 대기 진입 후 150 km(93 mi)를 약 2,575 km/h(1,600 mph)의 속력으로 낙하하였으며 57.6분 동안 자료를 수집하다가 섭씨 153 도, 23 기압의 압력에서 파괴되었다. 그 후 잔해는 녹아내려 아마 기화하였을 것이다. 갈릴레오 궤도 탐사선 역시 생물이 존재할 가능성이 있을지도 모르는 위성인 유로파와 충돌하여 오염시킬 가능성을 피하기 위해, 2003년 9월 21일에 목성으로 방향을 돌려 50 km/s 이상의 속력으로 대기 탐사선과 동일한 운명을 맞이하였다.
갈릴레오 임무로 얻은 자료로 수소가 목성의 대기의 90%까지 차지한다는 사실이 밝혀졌다. 탐사선이 증발하기 전까지 기록된 온도 자료는 섭씨 300도 이상이었으며 풍속은 644 km/h 이상으로 측정 되었다.

#### 주노 임무
NASA의 주노 탐사선이 2016년 7월 4일에 목성에 도달하였다. 이후에 극 궤도로 돌면서 목성을 상세하게 탐사할 것이다.

#### 이후의 탐사선
다음에 계획된 목성계에 관한 임무로는 2022년 발사 예정인 유럽 우주국의 목성 얼음 위성 탐사선(JUICE)과, 2025년 NASA의 유로파 클리퍼 임무가 있다.

#### 취소된 임무
목성의 위성인 유로파, 가니메데, 칼리스토의 표면 아래에 액체 바다가 존재할 가능성 때문에 얼음 위성에 관한 상세한 연구가 큰 관심을 끌어왔다. 그러나 자금 조달의 어려움으로 인해 그러한 계획은 계속 지연되어 왔었다. 2005년에는 NASA의 목성 얼음 위성 탐사선(JIMO) 계획이 취소되기까지 하였다. 이후에는 NASA와 ESA가 협력하는 방식으로 EJSM/라플라스 공동 임무가 계획되어 대략 2020년 쯤에 실행될 예정이었다. EJSM/라플라스 임무는 NASA가 주도하는 목성 유로파 궤도선과 ESA가 주도하는 목성 가니메데 궤도선으로 구성되어 있었다. 그러나 2011년 4월에 ESA가 공식적으로 NASA와 예산 및 주제를 공유하는 파트너쉽을 종료하면서 임무는 무산되고 예정표만 남게 되었다. 대신 ESA는 이를 골자로 L1 코즈믹 비전을 완수하기 위해 유럽만의 임무를 추진할 계획이다.

## 위성
목성은 97개의 자연 위성을 가지고 있다. 그 중 53개는 지름이 10 km 미만으로, 모두 1975년 이후부터 발견된 것들이다. 갈릴레이 위성으로 알려져 있는 가장 큰 네 위성, 이오, 유로파, 가니메데, 칼리스토는 지구에서 맑은 밤하늘에 쌍안경으로도 볼 수 있다.

### 갈릴레이 위성
태양계에서 가장 큰 위성들인 이오와 유로파, 가니메데의 공전은 라플라스 공명이라 불리는 패턴을 이룬다. 이오가 목성을 네 번 공전할 때 유로파는 정확히 두 번, 가니메데는 한 번 공전한다. 이러한 공명으로 세 위성은 매번 공전할 때마다 동일한 지점에서 주변으로부터 추가적인 잡아당김을 받음으로써 궤도가 타원형으로 변형되는 등 중력에 의한 영향을 받는다. 반면에 목성의 기조력은 이들의 궤도를 원형으로 만드는 역할을 한다.
세 위성의 궤도 이심률로 인해 위성이 목성에 접근함으로써 목성의 중력에 의한 잡아당김으로 세 위성의 형태에 일정한 굽힘이 발생하며, 위성들이 목성으로부터 멀어지면서 다시 구형에 가까운 형태로 되돌아온다. 이러한 조석 굽힘에 의한 마찰로 위성의 내부에 열이 발생하는데, 이런 현상은 세 위성 중에 가장 강한 기조력을 받는 이오의 큰 화산 활동을 통해 가장 쉽게 확인할 수 있다. 또 유로파의 표면이 지질학적으로 어리다는 것(위성의 외형이 최근에 바뀌었음을 의미)을 통해서 알 수 있기도 하다.
| \| 명칭 \| 영어 발음 \| 직경 \| 직경 \| 질량 \| 질량 \| 궤도 반경 \| 궤도 반경 \| 공전 주기 \| 공전 주기 \| \| 명칭 \| 영어 발음 \| km \| % \| kg \| % \| km \| % \| 일 \| % \| \| ------------------- \| --------- \| ----- \| ---- \| --------- \| ---- \| --------- \| --------- \| --------- \| --------- \| \| 이오 (Io) \| ˈaɪ.oʊ \| 3,643 \| 105 \| 8.9×1022 \| 120 \| 421,700 \| 110 \| 1.77 \| 7 \| \| 유로파 (Europa) \| jʊˈroʊpə \| 3,122 \| 90 \| 4.8×1022 \| 65 \| 671,034 \| 175 \| 3.55 \| 13 \| \| 가니메데 (Ganymede) \| ˈɡænimiːd \| 5,262 \| 150 \| 14.8×1022 \| 200 \| 1,070,412 \| 280 \| 7.15 \| 26 \| \| 칼리스토 (Callisto) \| kəˈlɪstoʊ \| 4,821 \| 140 \| 10.8×1022 \| 150 \| 1,882,709 \| 490 \| 16.69 \| 61 \| |           |       |      |           |      |           |           |           |           |
| 갈릴레이 위성. 왼쪽에서 오른쪽으로 목성으로부터의 거리에 따라 위성들을 나열하였다. |           |       |      |           |      |           |           |           |           |
| 갈릴레이 위성, 이오, 유로파, 가니메데, 칼리스토 (왼쪽에서 오른쪽으로 목성과의 거리 순으로 나열) |           |       |      |           |      |           |           |           |           |
| 명칭 | 영어 발음 | 직경  | 직경 | 질량      | 질량 | 궤도 반경 | 궤도 반경 | 공전 주기 | 공전 주기 |
| 명칭 | 영어 발음 | km    | %    | kg        | %    | km        | %         | 일        | %         |
| 이오 (Io) | ˈaɪ.oʊ    | 3,643 | 105  | 8.9×1022  | 120  | 421,700   | 110       | 1.77      | 7         |
| 유로파 (Europa) | jʊˈroʊpə  | 3,122 | 90   | 4.8×1022  | 65   | 671,034   | 175       | 3.55      | 13        |
| 가니메데 (Ganymede) | ˈɡænimiːd | 5,262 | 150  | 14.8×1022 | 200  | 1,070,412 | 280       | 7.15      | 26        |
| 칼리스토 (Callisto) | kəˈlɪstoʊ | 4,821 | 140  | 10.8×1022 | 150  | 1,882,709 | 490       | 16.69     | 61        |

### 분류
보이저 임무 이전에, 목성의 위성은 궤도 요소의 공통점을 통해 네 집단으로 간단하게 분류되었다. 그러나 이후 수많은 위성들이 발견되면서 분류는 아래처럼 복잡해지게 되었다. 현재는 여섯 개의 큰 분류군이 있는 것으로 여겨지나, 일부는 이들과 별개의 특성을 지니고 있다.
기존의 분류군은 목성의 적도면 근처에서 거의 원형의 궤도를 돌고 있는 여덟 개의 내위성(內衛星)들로 이루어져 있다. 이들은 목성과 같은 시기에 함께 만들어진 것으로 여겨진다. 남은 분류군은 궤도가 목성의 적도면에 대해 크게 기울어지고 타원형인 수많은 작은 불규칙 위성들로 구성된다. 이들은 목성에 포획된 소행성이거나 그러한 소행성의 잔해로 여겨진다. 유사한 궤도 요소를 가지는 집단에 속해 있는 불규칙 위성들은 기원이 같을 것으로 추정되는데, 아마 큰 위성이나 포획된 천체가 파괴되면서 만들어졌을 것이다.
| 규칙 위성       | 규칙 위성 |
| --------------- | --- |
| 내위성군        | 네 개의 작은 위성으로 구성된 내위성군(Inner group)은 직경이 200 km 미만으로, 궤도 반경 200,000 km 이내에서 목성을 공전하고 있으며 궤도 경사각은 0.5도 이내이다. |
| 갈릴레이 위성   | 갈릴레오 갈릴레이와 시몬 마리우스가 동시에 발견한 위성들로, 목성으로부터 400,000~2,000,000 km 거리에서 공전하고 있다. 이들은 태양계에서 가장 큰 위성들이다.     |
| 불규칙 위성     | |
| 테미스토        | 이 위성군에 속한 위성은 테미스토 뿐으로, 테미스토는 갈릴레이 위성과 히말리아 위성군의 중간 지점에서 공전하고 있다.                                              |
| 히말리아 위성군 | 목성으로부터 11,000,00~12,000,000 km 거리에서 빽빽히 군집을 이룬채 공전하고 있는 위성군이다.                                                                    |
| 카르포          | 테미스토와 마찬가지로 그 자체로 독립된 경우이다. 아난케 위성군의 안쪽 가장자리에 있으며, 순행 공전을 하고 있다.                                                 |
| 아난케 위성군   | 경계선을 알기 힘든 역행 공전 위성군으로, 목성으로부터 평균 21,276,000 km에서 궤도 경사각 평균 149 도로 공전하고 있다.                                           |
| 카르메 위성군   | 매우 명확한 역행 위성군으로, 목성으로부터 평균23,404,000 km에서 궤도 경사각 평균 165 도로 공전하고 있다.                                                        |
| 파시페 위성군   | 아주 약간 뚜렷한 분산된 형태의 역행 위성군으로, 최외곽 위성을 모두 포함하고 있다.                                                                               |

## 태양계와의 상호작용
태양과 마찬가지로, 목성의 중력은 태양계가 오늘날의 형태를 갖추는데 큰 기여를 하였다. 태양계 행성의 대부분의 궤도는 태양의 적도면보다 목성의 궤도면에 가깝게 기울어져 있다(수성만이 궤도 기울기가 태양의 적도면에 더 가깝다). 그리고 소행성대의 커크우드 간극은 대부분 목성에 의해 발생한 것이며, 과거의 태양계 안쪽에서 일어난 후기 대폭격은 목성에 원인이 있었다.

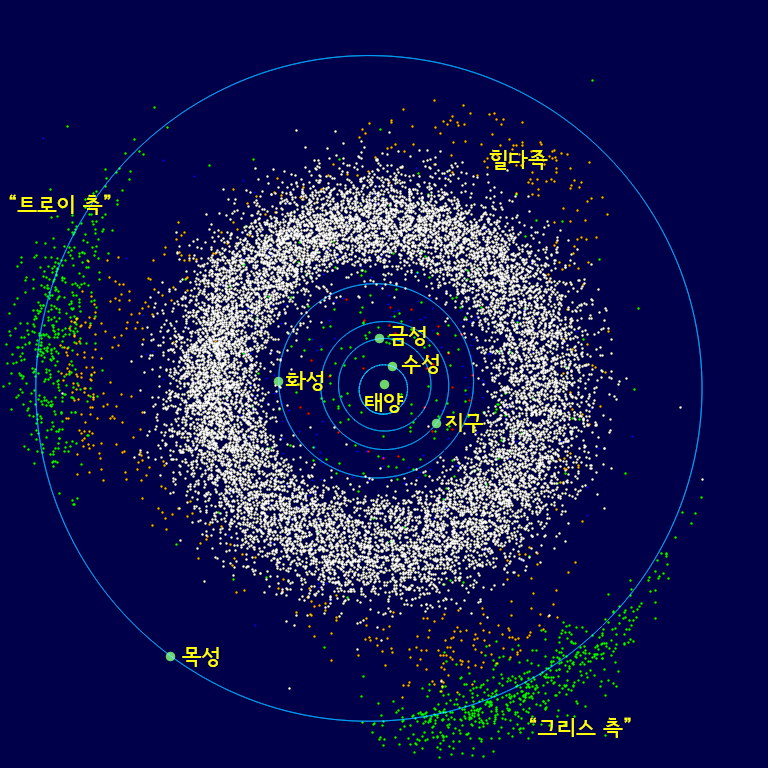
주 소행성대와 목성 궤도상의 트로이군을 보여주는 그림.

목성의 중력장은 위성과 마찬가지로 수많은 소행성들을 통제하여 목성의 라그랑주점 영역으로 이주시킨다. 이렇게 이주된 소행성들은 트로이군이라고 불리며, 일리아드에서 등장하는 것처럼 그리스와 트로이 "측"으로 나뉜다. 이들 중 맨 처음에 발견된 것은 588 아킬레스로, 막스 볼프가 1906년에 발견하였다. 그 그후 2000개 이상의 트로이 소행성이 발견되어 왔다. 가장 거대한 트로이 소행성은 624 헥토르이다.
대부분의 단주기 혜성들은 목성의 궤도 장반경보다 작은 장반경을 가진 혜성족인 목성족(Jupiter family)에 속해있다. 목성족 혜성은 해왕성 궤도 바깥의 카이퍼대에서 형성된 것으로 여겨진다. 목성과 가까이 접근하는 과정에서, 이들의 궤도는 섭동을 받아 공전 주기가 짧아지며 태양 및 목성과의 일정한 중력 상호작용으로 원형에 가까워진다.

### 충돌

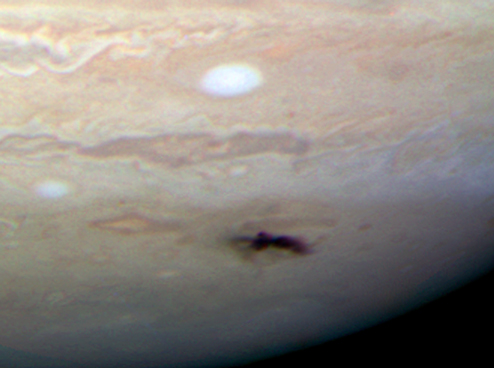
허블 우주 망원경이 2009년 7월 23일에 촬영한 사진. 2009년에 일어난 충돌이 남긴 길이 약 5,000 마일의 흠집이 보인다.

목성은 태양계의 진공 청소기라고 불리는데, 그 이유는 목성이 어마어마한 중력 우물을 가지며 태양계 안쪽 근처에 위치해있기 때문이다. 목성은 태양계의 행성 중에서 가장 많은 혜성 충돌을 겪고 있다. 목성은 혜성 폭격으로부터 안쪽 태양계를 부분적으로 보호해 주었을 것이라 여겨졌으나, 최근의 컴퓨터 시뮬레이션에 따르면 목성이 중력을 통해 끌어 당기는 혜성의 수와 방출해내는 혜성의 수가 거의 같기 때문에 태양계 안쪽을 지나가는 혜성들의 수를 전체적으로 감소시키지 않는다고 한다. 이에 관해서는 과학자들 사이에서도 논란이 많다. 일부는 목성이 카이퍼대에서 지구로 혜성을 끌어당긴다고 생각하는 반면, 다른 이들은 목성이 가설상의 오르트 구름으로부터 지구를 보호한다고 생각한다. 목성은 지구보다 소행성 및 혜성 충돌을 200 배나 더 겪었다.
1997년에 옛 천문학 그림들을 조사해본 결과, 카시니는 1690년에 목성에서 일어난 충돌의 자국을 기록하였을 것이라고 한다. 그러한 조사로 여덟 개의 다른 후보 관측들에 대해 충돌 가능성이 낮거나 거의 없다는 것이 밝혀지기도 했다. 보이저 1호는 1979년 3월에 목성에 접근하던 동안 화구를 촬영하였다. 1994년 7월 16일에서 22일 사이에 슈메이커-레비 9(SL9, 공식적으로 D/1993 F2로 명명) 혜성에서 나온 20개 이상의 파편이 목성의 남반구와 충돌하였다. 이는 두 태양계 천체의 충돌에 대한 최초의 관측이었다. 이러한 충돌로 목성의 대기의 조성에 관한 유용한 자료를 얻을 수 있었다.
2009년 7월 19일, 제이회전계 경도 216도 부근에서 충돌 자국이 발견되었다. 이 충돌은 목성의 대기에 오벌 BA의 크기와 비슷한 검은 점을 남겼다. 적외선 관측을 통해 충돌 지점에서 밝은 점이 관측되었는데, 이는 충돌로 인해 목성의 남극 주변 영역의 대기 하층부가 따뜻해졌음을 의미한다.
2010년 6월 3일에는 이전에 관측된 것들보다는 작은 화구가 오스트레일리아의 아마추어 천문학자, 앤서니 웨슬리에 의해 발견되었는데, 후에 필리핀의 다른 아마추어 천문학자를 통해 촬영된 영상에서도 발견되었다. 2010년 8월 20일에는 또다른 화구가 관측되기도 했다.
2012년 9월 10일에도 화구가 관측되었다.
2016년 3월 17일, 소행성 또는 혜성이 강타한 모습이 영상에 포착되었다.

## 생명체 존재 가능성
1953년에, 밀러와 유리의 실험은 방전을 통해 원시 지구의 대기에 존재했던 생명체의 구성 요소인 아미노산을 포함한 유기 화합물의 생성을 입증하였다. 상정된 원시 대기에는 물, 메테인, 암모니아, 수소분자가 존재하였는데, 이러한 분자들은 목성의 대기에서도 찾아볼 수 있다. 목성의 대기에는 강력한 수직 공기순환으로 인해, 그러한 화합물들을 아래의 영역으로 이송한다. 그리고 대기 내부의 높은 온도로 화합물들이 파괴되면서 지구에서와 같은 생명체의 발생을 막는다.
목성의 대기에서 물은 적은 양만 존재하고 목성의 고체 표면이 극단적인 압력을 받는 깊은 곳에 있기 때문에, 목성에 지구에서와 같은 생명체가 존재할 것이라는 생각은 신뢰성이 떨어진다. 하지만, 아직도 암모니아 또는 물 기반 생명체가 목성의 상층부 대기에서 진화할 수 있다고 가설화되어오긴 하였다. 목성의 위성 중 일부 표면 아래에 있을 바다의 존재로, 이곳에 생명체가 존재할 가능성이 더 높을 것으로 추측된다.

## 신화

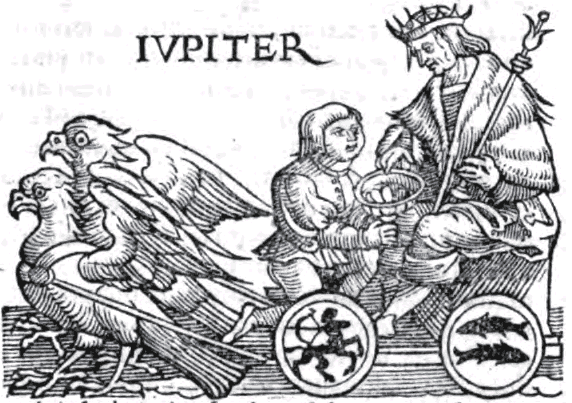
귀도 보나티의 1550년 판 Liber Astronomiae의 목판화 속의 목성.

목성은 고대에도 알려져 있었다. 밤하늘에서 육안으로 관찰 가능하고 가끔은 태양이 낮게 뜬 낮에도 볼 수 있기 때문이다. 바빌로니아인들에게 목성은 그들의 신 마르두크를 상징했다. 이들은 목성이 황도를 따라 약 12년 동안 공전한다는 사실을 통해 황도 십이궁을 만들었다.
로마인들은 목성의 명칭에 원시 인도-유럽의 발음어의 합성어 Dyēu-pəter(주격: Dyēus-pətēr, "하늘의 신" 또는 "낮의 신"를 의미)에서 유래된 명칭인, 로마 신화의 최고신, 주피터(라틴어: Iuppiter, Iūpiter)의 이름(조브라고도 불림)을 붙였다. 따라서 목성은 그리스 신화의 제우스(Ζεύς) 또는 디아스(Δίας)를 상징하기도 한다.
행성을 상징하는 ♃ 심볼은 신의 번개를 표현한 것이다. 그리스의 신을 의미하는 제우스(Zeus)는 zenographic(목성의-)과 같이 목성과 연관된 용어를 만드는 데 쓰이는 zeno-의 어원이다.
jovian(목성의-)은 Jupiter의 형용사적 형태이다. 그보다 오래된 형용사적 형태로는 중세 시대의 점성가들이 만든, jovial이 있는데, 목성의 점성술적 영향 덕분에 "행복" 또는 "즐거움"이라는 기분을 의미하는 것이 되었다.
중국, 한국, 일본에서는 행성을 "목성"(木星)이라고 불렀는데, 중국의 오행에서 기원한 것이다. 중국의 도교에서는 행성을 삼성(三星) 중 복성(福星)으로 의인화하였다. 그리스에서는 목성을 "타오름"을 의미하는 파에톤(Φαέθων)이라 불렀다. 베다 시대의 점성술에서, 힌두의 점성가들은 행성에 신들의 스승, "무거운 사람"을 의미하는 "구루"라고 자주 불리는 브리하스파티의 이름을 붙였다.
게르만 신화에서 목성은 토르와 동일하였으며, 로마의 dies Jovis에 대한 영명이 Thursday이다.
중앙 아시아-터키 신화에서 목성은 eren(의미 불명)과 yultuz(별)의 합성어로 Erendiz 또는 Erentüz라고 불리었다. eren의 의미에 대해서는 많은 이론이 있다. 이 시기의 사람들은 목성의 공전주기가 11년 하고 300일이 된다는 것을 계산하였다. 이들은 하늘에서 Erentüz의 운동이 사회 및 자연적 사건과 어느정도 연관된다고 여겼다.

## 내용주
1. ↑  위상 변화와 거리에 따라 목성의 겉보기 등급은 -1.6 등급에서 -2.94 등급까지 변하기 때문에 화성이 잠깐 동안 목성보다 밝아 보일 수 있다.